# اچ‌ام‌سی‌اس میدلند (کی۲۲۰)
اچ‌ام‌سی‌اس میدلند (کی۲۲۰) (به انگلیسی: HMCS Midland (K220)) یک کشتی بود که طول آن ۲۰۳ فوت (۶۱٫۸۷ متر) بود. این کشتی در سال ۱۹۴۱ ساخته شد.